# Henny Reistad
Henny Ella Reistad (* 9. Februar 1999 in Oslo, Norwegen) ist eine norwegische Handballspielerin. Sie wurde zur Welthandballerin der Jahre 2023 und 2024 gewählt.

## Vereinskarriere
Henny Reistad lief am 19. Dezember 2015 erstmals für die Damenmannschaft von Stabæk Håndball in der 1. divisjon, der zweithöchsten norwegische Spielklasse, auf. 2016 stieg die Rückraumspielerin mit Stabæk in die Eliteserien auf. Im Sommer 2018 wechselte sie zum Ligakonkurrenten Vipers Kristiansand. Mit den Vipers gewann sie 2019, 2020 und 2021 die norwegische Meisterschaft, 2021 die EHF Champions League sowie 2019 die Norgesmesterkap, den norwegischen Pokalwettbewerb. Beim Gewinn der Champions League 2021 wurde sie beim Final Four zum MVP gewählt. Im Sommer 2021 wechselte sie zum dänischen Erstligisten Team Esbjerg. Mit Esbjerg gewann sie 2023 und 2024 die dänische Meisterschaft sowie 2021 und 2022 den dänischen Pokal. Sie wurde als beste Spielerin auf der Position Rückraum Mitte (Spielmacher) der Grundserie der Saison 2021/22 ausgezeichnet. In den Jahren 2021, 2022, 2023 und der Saison 2024/25 wurde sie zu Dänemarks Handballerin der Jahres gewählt.
Bei den EHF Excellence Awards im Jahr 2024 wurde sie als beste linke Rückraumspielerin der zurückliegenden Spielzeit ausgezeichnet.

## Auswahlmannschaften
Reistad lief 20-mal für die norwegische Jugend- sowie 22-mal für die Juniorinnennationalmannschaft auf. Mit diesen Mannschaften nahm sie an der U-18-Weltmeisterschaft 2016, an der U-19-Europameisterschaft 2017 und an der U-20-Weltmeisterschaft 2018 teil. Bei der U-20-Weltmeisterschaft 2018 gewann sie die Silbermedaille und wurde in das All-Star-Team gewählt. Reistad gab am 22. November 2018 ihr Debüt in der A-Nationalmannschaft. Für Norwegen lief sie bei der Europameisterschaft 2018 auf. Im Turnierverlauf erzielte sie insgesamt 18 Treffer. Reistad gewann bei der Europameisterschaft 2020 ihrem ersten Titel mit der Nationalmannschaft. Mit insgesamt 29 Treffern belegte sie den elften Platz in der Torschützenliste. Mit der norwegischen Auswahl gewann sie die Bronzemedaille bei den Olympischen Spielen in Tokio. Reistad erzielte im Turnierverlauf insgesamt 24 Treffer. 2021 gewann Reistad mit Norwegen den Weltmeisterschaftstitel und wurde zusätzlich in das All-Star-Team gewählt. Bei der Europameisterschaft 2022, bei der sie mit Norwegen den Titel verteidigte, wurde sie als Most Valuable Player benannt. Im Halbfinalspiel der Weltmeisterschaft 2023 erzielte Reistad 15 Treffer, wodurch sie einen neuen Torrekord für die norwegische Auswahl bei einem WM-Spiel aufstellte. Im Endspiel unterlag sie die Neuauflage des letzten WM-Finales gegen Frankreich. Reistad erhielt am Turnierende die MVP-Auszeichnung. Bei den Olympischen Spielen in Paris gewann sie die Goldmedaille. Im selben Jahr gewann sie einen weiteren Titel bei der Europameisterschaft.

## Sonstiges
Henny Reistad war von 2020 bis 2024 mit dem norwegischen Handballspieler Aksel Horgen liiert. Seit dem Jahr 2025 lebt sie in einer Beziehung mit dem dänischen Handballspieler Andreas Søgaard. Ihr Urgroßvater ist Ole Reistad.